# Ellingsenius ugandanus
Ellingsenius ugandanus är en spindeldjursart som beskrevs av Beier 1935. Ellingsenius ugandanus ingår i släktet Ellingsenius och familjen tvåögonklokrypare. Inga underarter finns listade i Catalogue of Life.